# Capitol, Stockholm

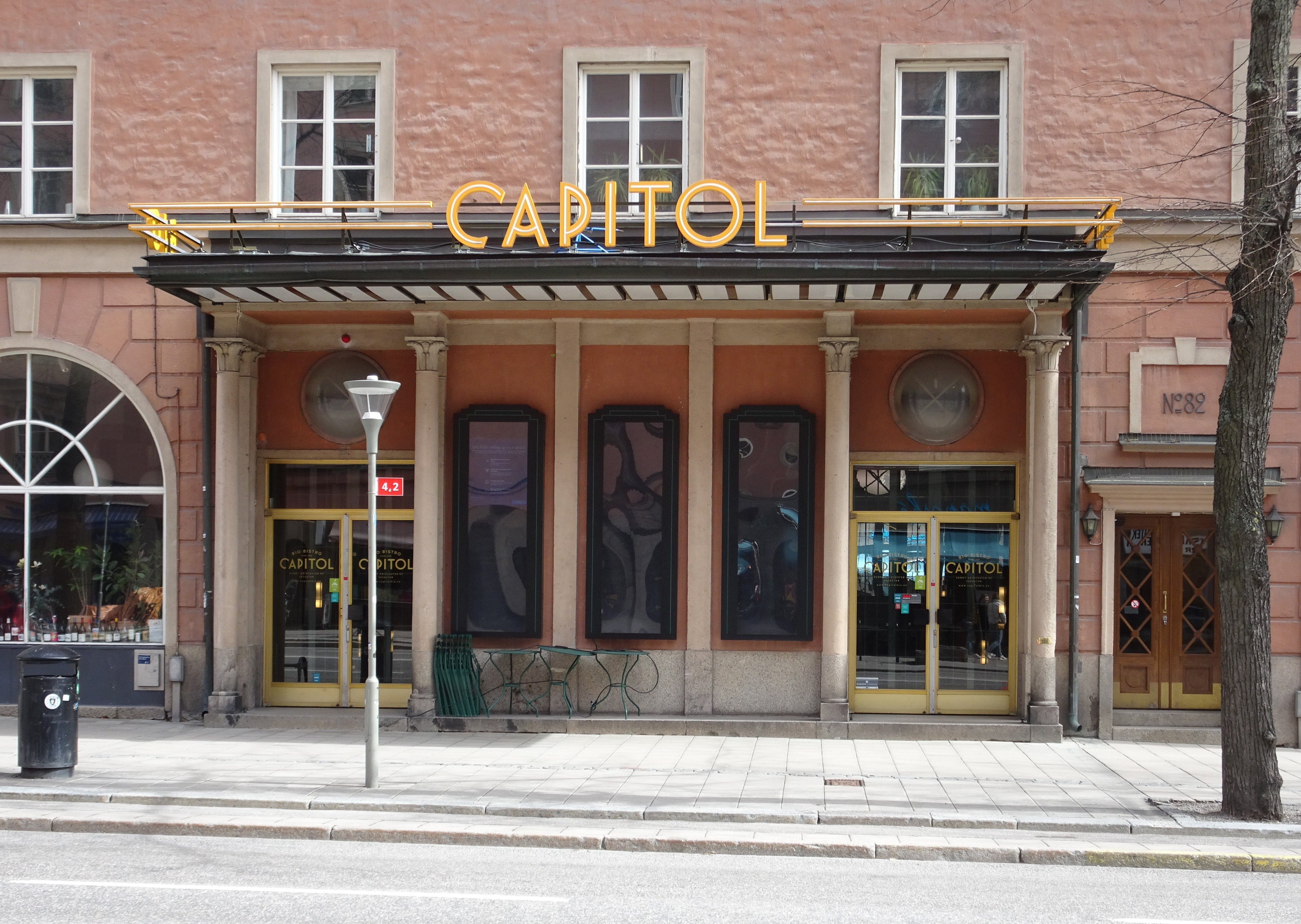
Bio Capitol, april 2022.

Capitol är en biograf vid Sankt Eriksgatan 82 (f.d. 84) i Vasastan, Stockholm. Senare namn var Ribo och Ri-tvåan. Biografen invigdes 1926 och stängde 1985. I juli 2018 öppnade filmdistributörerna Njutafilms och NonStop Entertainment åter Capitol som biograf med ”kvalitetsfilmprofil” under namnet Bio & Bistro Capitol.

## Historik

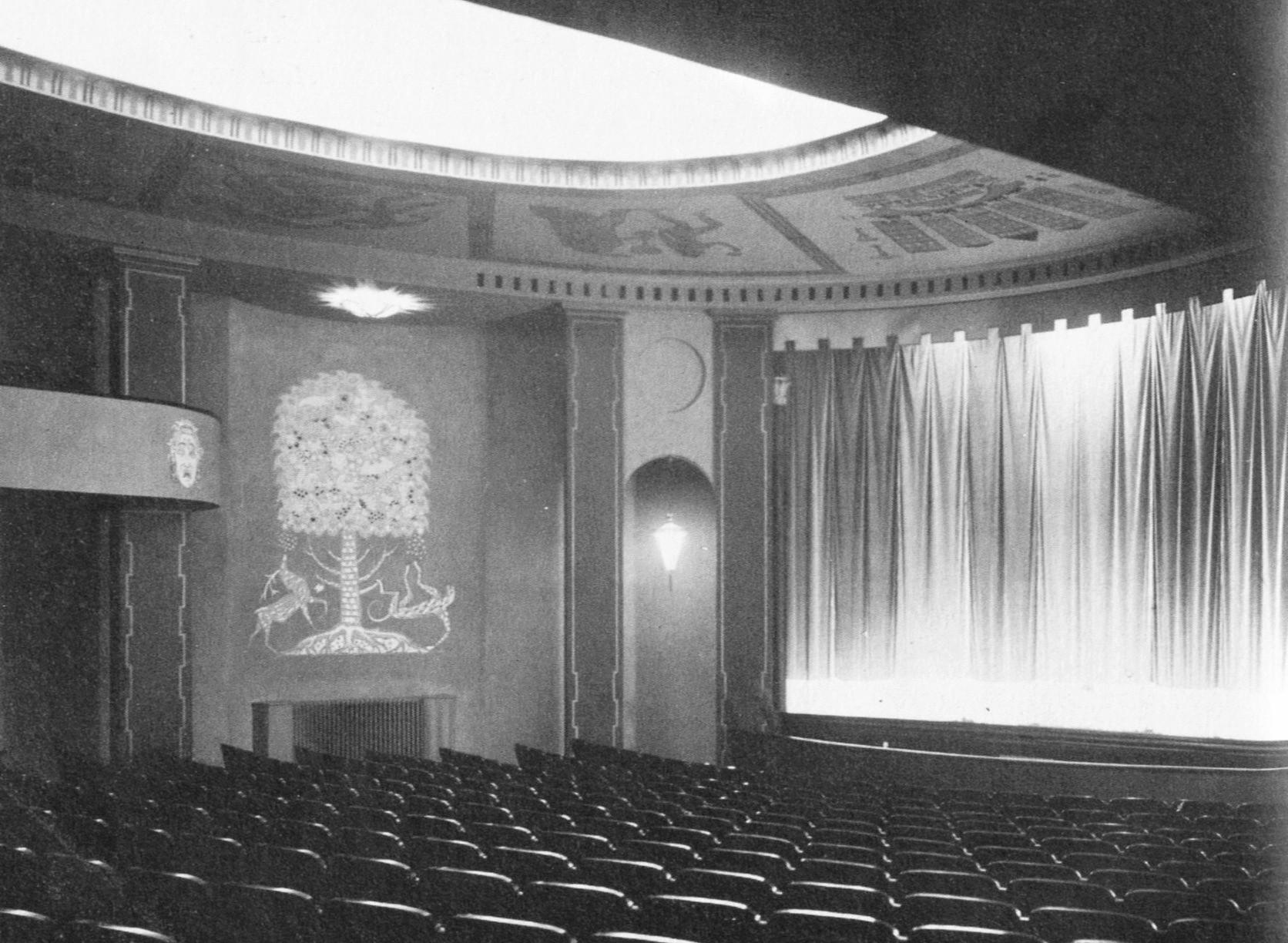
Capitols salong 1926.

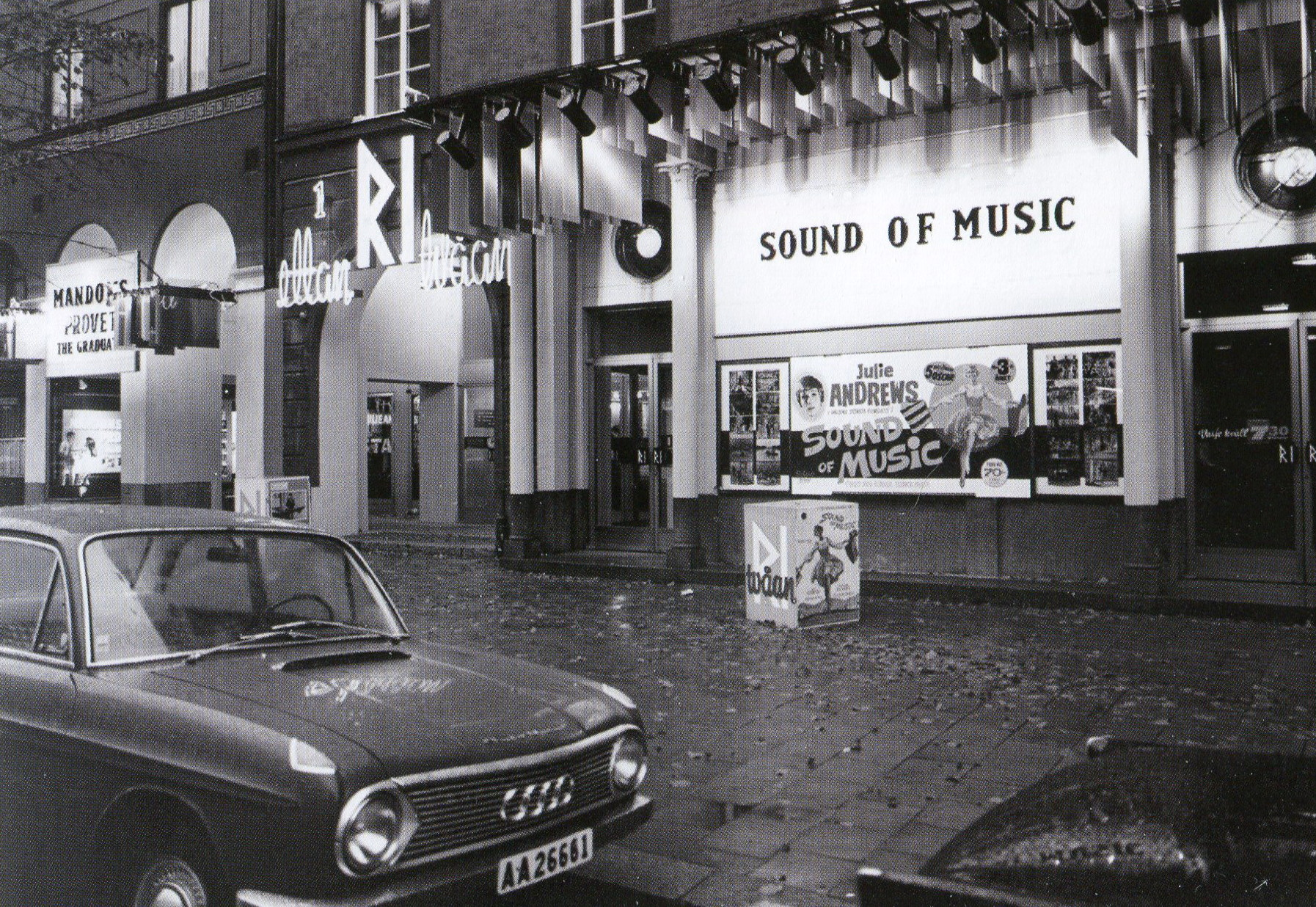
Ri-tvåan ger Sound of Music.

Capitol fanns i en byggnad som hade ritats av arkitektfirman Höög & Morssing (genom Gunnar Morssing) och uppfördes av byggmästaren och biografägaren John A. Bergendahl. Capitol öppnade 31 juli 1926 och ingick i Bergendahls biografkedja. Över entrén fanns en långsmal baldakin, som bars upp av kolonner med kapitäl föreställande lotusblommor. Salongen var ovalformad och gestaltad i elegant 1920-talsklassicism. Färgerna var rosa och ridån gick i blått och brunt. Totalt fanns plats för 639 besökare. 
När Bergendahl avvecklade sin biografrörelse 1929 såldes Capitol till Svensk Filmindustri (SF). SF behöll Capitol i trettio år och övertogs av Ri-Teatrarna 1959, som döpte om biografen till Ribo. Ri-Teatrarna hade då utrustat Ribo med teknik och filmduk för filmer i 70 mm. Juldagen 1959 visade man Jorden runt på 80 dagar.
I oktober 1969 ändrades namnet till Ri-tvåan som tvillingbio till Ri-ettan (före detta Påfågeln) som låg vägg i vägg. 1983 övertogs Ri-Teatrarna av Europafilm som i sin tur svaldes av SF 1984. Ri-tvåan stängdes i och med sommaruppehållet 1985 och sista februari året därpå lades även Ri-ettan ner. Därefter nyttjades lokalerna först av Teater Aurora med produktioner som Søren Kierkegaards Antingen eller i regi av Hilda Hellwig som spelade över 100 föreställningar för fulla hus. Därefter användes lokalen bland annat som TV-studio för Strix Television. Mellan 1997 och 2015 var Capitol hemvist åt slagverksensemblen Kroumata.

### Capitol uppstår igen som biograf
År 2016 tillträdde NonStop Entertainment och Njutafilms hyreskontraktet och de renoverade och byggde sedan om lokalen till en modern kvartersbiograf som öppnade i juli 2018. Från hösten 2019 har biografen fyra salonger med 103, 82, 17 respektive 19 platser. Den största salongen är utrustad med två 35mm-projektorer och en 4K-projektor. 

## Bilder

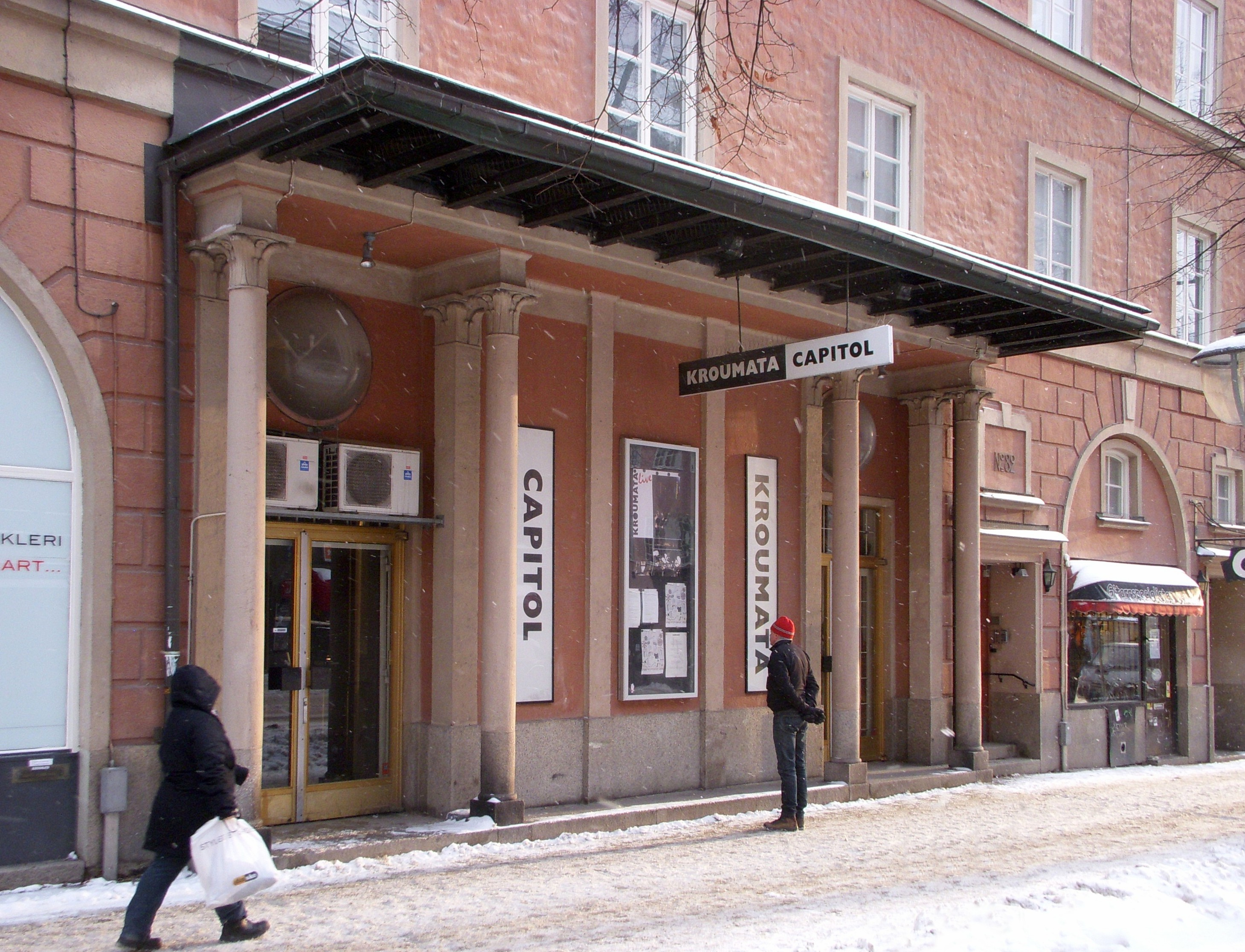
Entrén i november 2010.
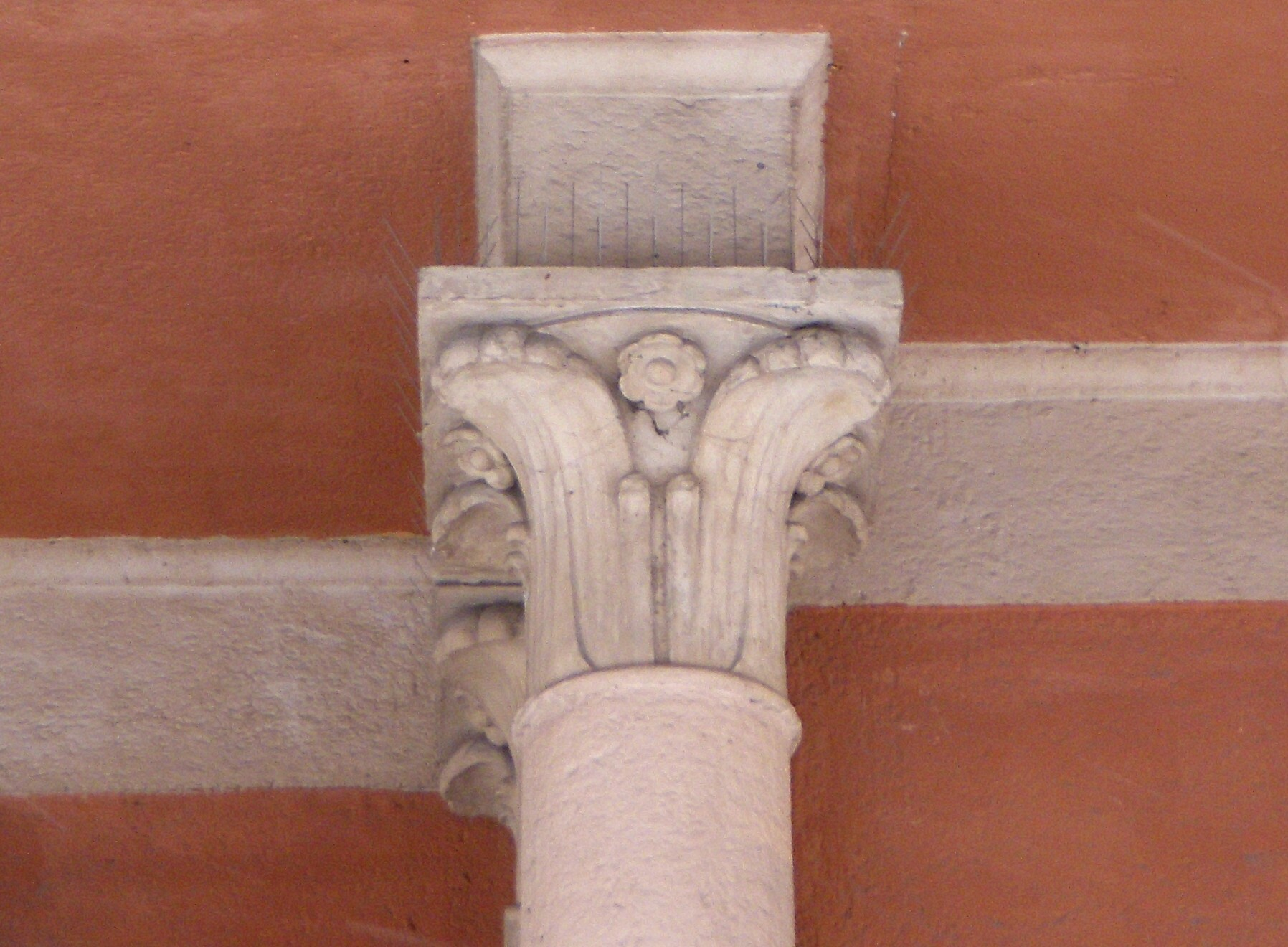
Kapitäl föreställande en lotusblomma.
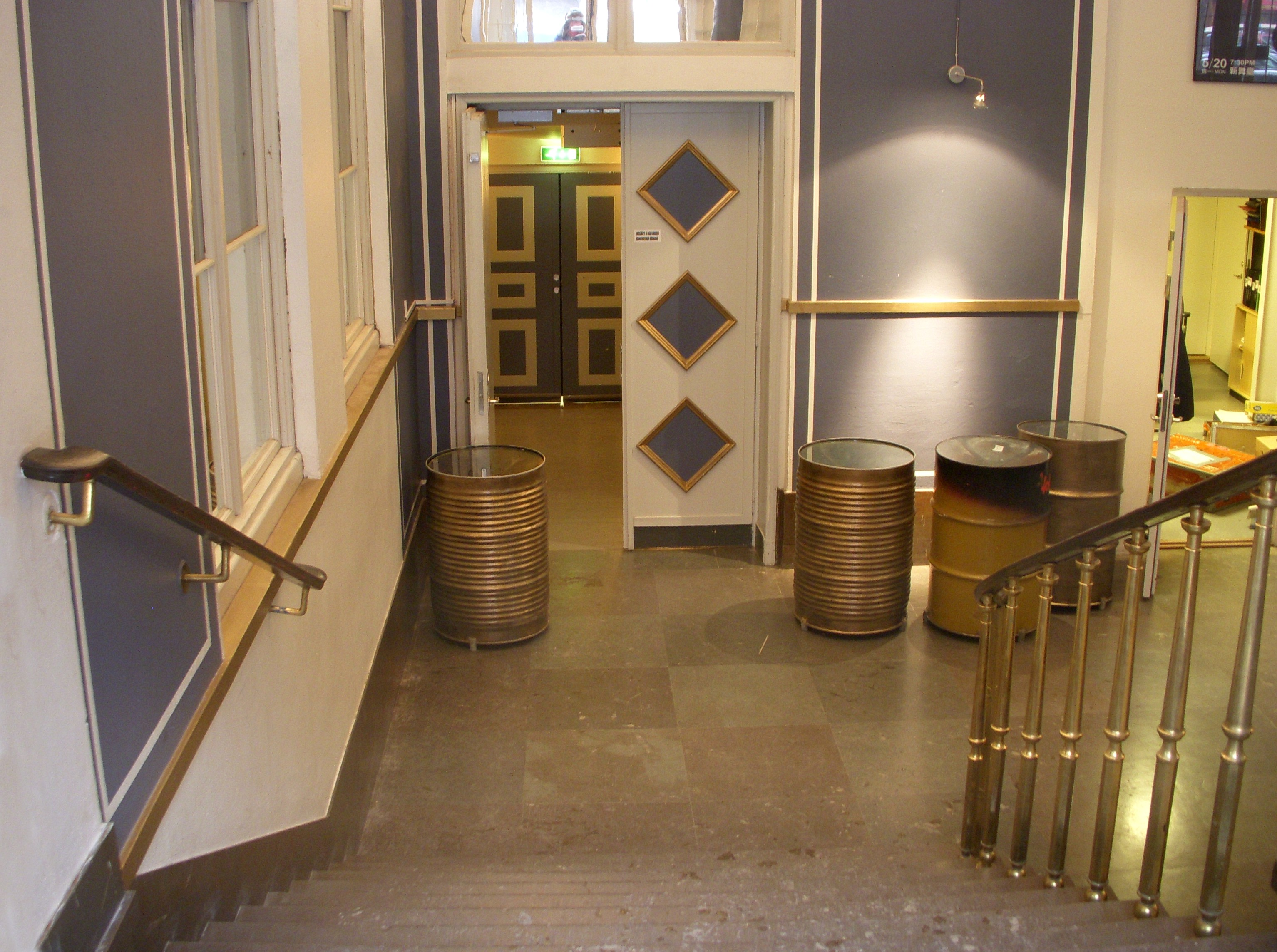
Trappan ner till salongen, 2010.
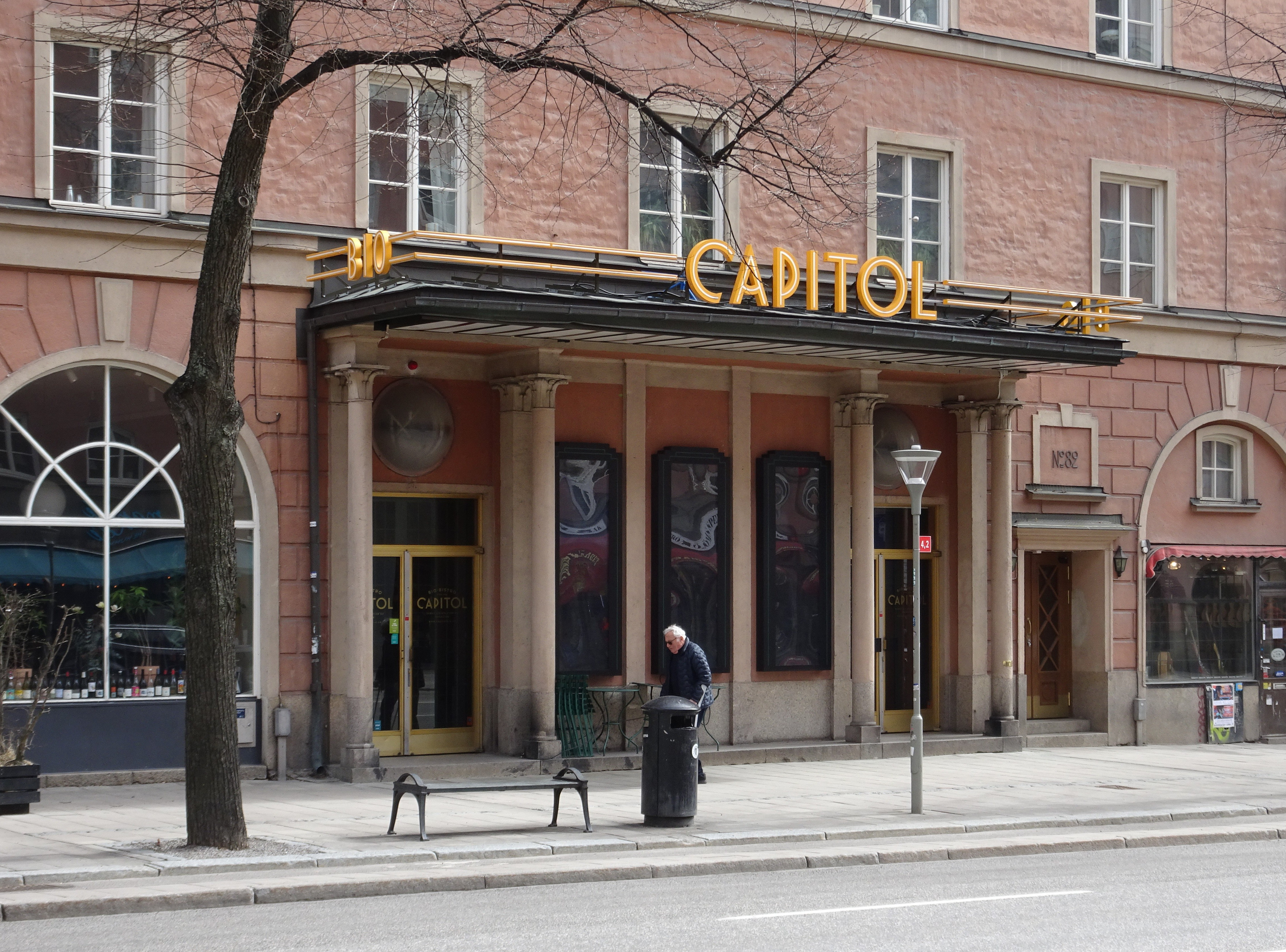
Entrén i april 2022 nu som biograf igen.